# Tercera División de España 2003-04
La temporada 2003-04 de la Tercera División de España de fútbol fue la cuarta categoría de las Ligas de fútbol de España durante esta campaña, por debajo de la Segunda División B y por encima de las Divisiones regionales. Comenzó el 31 de agosto de 2003 y finalizó el 27 de junio de 2004 con la promoción de ascenso. 

## Sistema de competición
Compitieron 342 clubes en Tercera División, repartidos en 17 grupos, en la mayoría de los cuales participaban 20 equipos. Cada grupo correspondía a una Federación territorial y, por lo tanto, a una Comunidad Autónoma, excepto en el caso de Andalucía que se dividía en dos grupos (IX y X), a los que se sumaban los clubes de las ciudades autónomas de Ceuta y Melilla, en el norte de África, y al grupo XV en el que participaban los conjuntos de las comunidades de La Rioja y Navarra.
La distribución geográfica de los grupos fue la siguiente:
- Grupo I - Galicia
- Grupo II - Asturias
- Grupo III - Cantabria
- Grupo IV - País Vasco
- Grupo V - Cataluña
- Grupo VI - Comunidad Valenciana
- Grupo VII - Comunidad de Madrid
- Grupo VIII - Castilla y León
- Grupo IX - Andalucía: zona oriental (provincias de Almería, Granada, Jaén y Málaga) y Melilla
- Grupo X - Andalucía: zona occidental (provincias de Cádiz, Córdoba, Huelva y Sevilla) y Ceuta
- Grupo XI - Islas Baleares
- Grupo XII - Canarias
- Grupo XIII - Región de Murcia
- Grupo XIV - Extremadura
- Grupo XV - La Rioja y Navarra
- Grupo XVI - Aragón
- Grupo XVII - Castilla-La Mancha

El sistema de competición fue el mismo que en el resto de categorías de la Liga española de fútbol. Los equipos de cada grupo se enfrentaron todos contra todos en dos ocasiones, una en campo propio y otra en campo contrario. El ganador de un partido obtenía tres puntos, el perdedor no sumaba unidades, y en caso de un empate había un punto para cada equipo. El orden de los encuentros se decidió por sorteo antes de empezar la competición. Al término de la temporada el equipo que acumulaba más puntos se proclamaba campeón de su grupo de Tercera División habiendo, por lo tanto, 17 campeones en esta temporada. 
Los cuatro primeros equipos de cada grupo tenían derecho a participar en la fase de ascenso a Segunda División B. Por sorteo, se formaron 17 grupos de 4 equipos, con la condición que en cada uno de ellos no hubiese equipos del mismo grupo original y haya un primero, un segundo, un tercero y un cuarto. En cada uno de estos 17 grupos se enfrentaron los equipos en unas eliminatorias con partidos de ida y de vuelta. Los ganadores de estas eliminatorias obtuvieron el ascenso a Segunda División B.
En la mayoría de los grupos, los últimos tres equipos clasificados descendieron a divisiones regionales correspondientes. Sin embargo, si una categoría viese disminuido el número de equipos por un número inesperado de ascensos a Segunda División B, la Federación Territorial podía autorizar la revocación de los descensos a División Regionales, o bien el ascenso de nuevos equipos desde esas categorías a la Tercera División.
Referente a los equipos filiales, estos podían participar en esta categoría siempre que sus primeros equipos estuvieran compitiendo en categorías superiores de Liga española de fútbol puesto que no podían competir en la misma división. Por ello, si un equipo descendiese de Segunda División B a Tercera División y su filial estuviese militando en esta categoría, este era automáticamente descendido a su División Regional correspondiente. Del mismo modo, si un filial se hubiese clasificado para la promoción de ascenso a Segunda División B y uno de sus primeros equipos ya estuviese participando en esta categoría, no podría disputarla, por lo que su plaza pasaría al siguiente clasificado del grupo.

## Promoción de ascenso a Segunda División B

### Equipos participantes
Los equipos participantes de la promoción de ascenso a Segunda División B de la temporada 2003-04 fueron los 4 primeros clasificados de cada grupo, los cuales se exponen en la siguiente tabla:
Se indican en negrita los equipos que consiguieron el ascenso.
| Grupo I                            | Grupo II                    | Grupo III         | Grupo IV           | Grupo V               |
| ---------------------------------- | --------------------------- | ----------------- | ------------------ | --------------------- |
| 1º C.C.D. Cerceda                  | 1º R. Oviedo                | 1º S.D. Noja      | 1º Sestao River C. | 1º C.F. Badalona      |
| 2º Atlético Arteixo                | 2º Oviedo Astur C.F.        | 2º C. D. Tropezón | 2º S.D. Lemona     | 2º C.F. Reus Deportiu |
| 3º R.C. Deportivo de La Coruña "B" | 3º R. Sporting de Gijón "B" | 3º C.D. Bezana    | 4º S.D. Eibar "B"  | 3º C.E. L'Hospitalet  |
| 4º Verín C.F.                      | 4º C. Marino de Luanco      | 4º Velarde C.F.   | 5º C. Portugalete  | 4º E.C. Granollers    |

| Grupo VI               | Grupo VII                    | Grupo VIII                   | Grupo IX                   | Grupo X              |
| ---------------------- | ---------------------------- | ---------------------------- | -------------------------- | -------------------- |
| 1º Benidorm C.D.       | 1º C.D. Móstoles             | 1º S.D. Gimnástica Segoviana | 1º Granada C.F.            | 1º C.D. Alcalá       |
| 2º C.D. Alcoyano       | 2º S.A.D. Pegaso-Tres Cantos | 2º Norma San Leonardo C.F.   | 2º Motril C.F.             | 2º Bollullos C.F.    |
| 3º Villarreal C.F. "B" | 3º C. Atlético de Pinto      | 3º C.D. Guijuelo             | 3º C.P. Granada 74         | 3º R.B. Linense      |
| 4º Levante U.D. "B"    | 4º C.D.A. Navalcarnero       | 4º R. Ávila C.F.             | 4º Arenas de Armilla C.yD. | 4º C.D. San Fernando |

| Grupo XI                 | Grupo XII                      | Grupo XIII        | Grupo XIV                 | Grupo XV               |
| ------------------------ | ------------------------------ | ----------------- | ------------------------- | ---------------------- |
| 1º S.C.R. Peña Deportiva | 1º Castillo C.F.               | 1º A.D. Mar Menor | 1º C.D. Don Benito        | 1º C.M. Peralta        |
| 2º C.D. Santañí          | 2º C.D. Villa de Santa Brígida | 2º Mazarrón C.F.  | 2º C.D. Díter Zafra       | 2º C.D. Valle de Egüés |
| 3º U.D. Poblense         | 3º A.D. Laguna                 | 3º U.D. Horadada  | 3º A.D. Cerro de Reyes A. | 3º U.C.D. Burladés     |
| 4º C.F. Villafranca      | 4º S.D. Tenisca                | 4º Caravaca C.F.  | 4º U.P. Plasencia         | 4º C. Haro Deportivo   |

| Grupo XVI       | Grupo XVII                |
| --------------- | ------------------------- |
| 1º Utebo F.C.   | 1º C.D. Quintanar del Rey |
| 2º C.D. Binéfar | 2º U.D. Puertollano       |
| 3º Andorra C.F. | 3º Hellín Deportivo       |
| 4º S.D. Huesca  | 4º La Roda C.F.           |

- La tercera posición del Grupo IV la ocupó el C.D. Basconia, pero este no pudo participar en la promoción de ascenso a Segunda División B porque el Bilbao Athletic iba a competir en esta categoría durante la siguiente temporada y ambos eran filiales del Athletic Club. Por ello, el quinto clasificado, el C. Portugalete, participó en la misma para ocupar la plaza que se quedó vacante del grupo.

### Equipos ascendidos
Los siguientes equipos obtuvieron el ascenso a Segunda División B:
| Grupo I - Atlético Arteixo Grupo II - C. Marino de Luanco Grupo III - No ascendió ningún equipo de este grupo Grupo IV - Sestao River C. - S.D. Lemona Grupo V - C.F. Badalona Grupo VI - Benidorm C.D. - C.D. Alcoyano - Levante U.D. "B" | Grupo VII - C.D.A. Navalcarnero Grupo VIII - C.D. Guijuelo Grupo IX - Arenas de Armilla C.yD. Grupo X - C.D. Alcalá Grupo XI - No ascendió ningún equipo de este grupo Grupo XII - Castillo C.F. | Grupo XIII - No ascendió ningún equipo de este grupo Grupo XIV - C.D. Don Benito - C.D. Díter Zafra Grupo XV - C.M. Peralta Grupo XVI - S.D. Huesca Grupo XVII - No ascendió ningún equipo de este grupo |